# Славотин
Сла́вотин (болг. Славотин) — село в Монтанській області Болгарії. Входить до складу общини Монтана.

## Населення
За даними перепису населення 2011 року у селі проживала 481 особа.
Національний склад населення села:
| Національність   | Кількість осіб | Відсоток |
| ---------------- | -------------- | -------- |
| болгари          | 465            | 96,9%    |
| цигани           | 6              | 1,3%     |
| не визначились   | 4              | 0,8%     |
| Всього відповіли | 480            |          |

Розподіл населення за віком у 2011 році:
Динаміка населення: